# Санкт-Пельтен (округ)
Бецирк Санкт-Пельтен — округ Австрійської федеральної землі Нижня Австрія. 
Округ поділено на 39 громад:

Міста
1. Герцогенбург (8 018)
2. Нойленгбах (7 378)
3. Трайсмауер (5 827)
4. Вільгельмсбург (6 633)

Сільські громади
1. Бранд-Лаабен (1 146)
2. Герерсдорф (880)
3. Гаунольдштайн (906)
4. Інцерсдорф-Гетцерсдорф (1 424)
5. Каштен-бай-Бегаймкірхен (1 239)
6. Лойх (642)
7. Нойштіфт-Іннерманцінг (1 405)
8. Шварценбах-ан-дер-Пілах (414)
9. Санкт-Маргаретен-ан-дер-Зірнінг (1 039)
10. Штатцендорф (1 403)
11. Штессінг (792)
12. Вайнбург (1 290)
13. Вайсенкірхен-ан-дер-Першлінг (1 320)

Ярмаркові містечка
1. Альтленгбах (2 734)
2. Ашпергофен (1 879)
3. Бегаймкірхен (4 797)
4. Айхграбен (3976)
5. Франкенфельс (2 188)
6. Гафнербах (1 616)
7. Гофштеттен-Грюнау (2 622)
8. Капелльн (1 337)
9. Карльштеттен (2 059)
10. Кірхберг-ан-дер-Пілах (1 914)
11. Марія-Анцбах (2 687)
12. Кірхштеттен (1 914)
13. Маркерсдорф-Гайндорф (1 922)
14. Міхельбах (924)
15. Найдлінг (1 412)
16. Нусдорф-об-дер-Трайзен (1 583)
17. Обер-Графендорф (4 656)
18. Обріцберг-Рушт (2 252)
19. Прінцерсдорф (1 502)
20. Піра (3 396)
21. Рабенштайн (2 458)
22. Вельблінг (2 546)

## Демографія
Населення округу за роками за даними статистичного бюро Австрії

## Виноски
1. ↑  Statistik Austria

| Австрія | Це незавершена стаття з географії Австрії. Ви можете допомогти проєкту, виправивши або дописавши її. |